# Parti pris (revue)
Parti pris était une revue politique et culturelle québécoise de gauche fondée en 1963 par André Major, Paul Chamberland, Pierre Maheu, Jean-Marc Piotte et André Brochu. Elle a joué un rôle politique et social important lors de la Révolution tranquille. La revue a fermé ses portes en 1968. La revue a donné naissance aux Éditions Parti pris (1964-1984) qui a été fondée et dirigée par Laurent Girouard durant ses 6 premières parutions. Parti pris a aussi donné naissance au Mouvement de libération populaire (MLP).
Le fonds d'archives de la revue Parti pris est conservé au centre d'archives de Montréal de Bibliothèque et Archives nationales du Québec.
Le magazine adhérait au marxisme-léninisme, au mouvement de décolonisation et à une forme d'existentialisme sartrien. Il s'est inspiré de ces théories pour développer une critique sociale de la province de Québec, voyant en elle une société rigide et autoritaire, repliée sur elle-même. Il contestait le nationalisme canadien-français et souhaitait redéfinir l'idéologie nationaliste dominante, en le remplaçant par un nationalisme québécois. Les trois principaux thèmes animant la revue étaient le socialisme, la laïcité et l'indépendantisme. Parallèlement, la revue cultivait des idées précises sur la littérature : ses membres la voulaient « engagée dans le combat politique et social qui mènera[it] le Québec jusqu'à l'indépendance et au socialisme » ; cette littérature devait donc « correspondre au milieu qu'elle s'apprête à décrire ».
Les publications de Parti pris ont donné suite à plusieurs actions militantes dans le Rassemblement pour l'indépendance nationale, et plus tard, dans le Parti québécois. Parmi les œuvres associées au mouvement, on peut citer Le Cassé de Jacques Renaud (1964) et Nègres blancs d'Amérique de Pierre Vallières (1968).
Il est considéré que l'abandon systématique en 1964 de l'appellation Canadien français au profit de celui de Québécois est principalement le fait de cette revue.
Une anthologie de la revue est sortie en 2013 aux Éditions Lux.
En octobre 2013, date à laquelle la revue Parti pris aurait eu 50 ans, se tenait le colloque « Avec ou sans parti pris » à la Grande Bibliothèque. Les actes du colloque ont été publiés aux éditions Nota bene en 2018 sous le titre Avec ou sans “Parti pris”. Le legs d'une revue sous la direction de Gilles Dupuis (CRILCQ-Université de Montréal), Karim Larose (CRILCQ-Université de Montréal), Frédéric Rondeau (CRILCQ-Université de Montréal, Université du Maine) et Robert Schwartzwald (CRILCQ-Université de Montréal).